# Plynops falcatus
Plynops falcatus är en stekelart som beskrevs av Shaw 1996. Plynops falcatus ingår i släktet Plynops och familjen bracksteklar. Inga underarter finns listade i Catalogue of Life.